# Tomasz Jenő (kémikus)
Tomasz Jenő (Budapest, 1935. március 14. – Budapest, 2024. április 24.) magyar szerveskémikus, a kémia tudomány doktora, a nukleotidkémia egyik első hazai művelője. Apja Tomasz Jenő klasszika-filológus tanár.

## Életpályája
1953-ban Budapesten a József Attila Gimnáziumban érettségizett. Kémiatanárnője Szentes Ervinné volt. 1958-ban az Eötvös Loránd Tudományegyetemen vegyészi oklevelet szerzett, majd az egyetem szerves kémiai tanszékén Müller Sándor és Bruckner Győző professzorok mellett gyakornok.
1961-től tíz éven át a Reanal Finomvegyszergyárban kutatómérnök, üzemvezető-helyettes, végül üzemvezető. 1962-ben a gyár egyéves tanulmányútra küldte a Magyar Tudományos Akadémia Fodor Gábor professzor vezette Sztereokémiai Kutatócsoportjához. 1971-től nyugdíjazásáig a Magyar Tudományos Akadémia Szegedi Biológiai Központ munkatársa. Először a Biokémiai Intézet tudományos munkatársa, majd tudományos főmunkatársként, később tudományos tanácsadóként a Biofizikai Intézet nukleotidkémiai csoportját vezette. Itt, ebben a csoportban, az ő vezetése alatt dolgozott Karikó Katalin, akinek itt indult kutatói pályája. Közben tíz évig az Egyesült Államokban tevékenykedett mint vendégprofesszor (Utahi Egyetem, 1982–1983), ill. vendégkutató (Brigham Young Egyetem, 1983-1984; Virginiai Egyetem, 1988-1990; Duke Egyetem, 1990–1994; raleigh-i Boron Biologicals Inc., 1994–1996). Nyugdíjba vonulása után a Magyar Tudományos Akadémia Kémiai Kutatóközpont tudományos tanácsadója (1997–2004) és a Reanal Finomvegyszergyár tanácsadója (1998–2004).
Nukleotidkémiai kutatásai alapján 1970-ben egyetemi doktori címet, 1976-ban kandidátusi, 1986-ban akadémiai doktori fokozatot szerzett. 1978-tól a szegedi József Attila Tudományegyetem címzetes egyetemi docense. Nukleotidkémiai speciális kollégiumokat tartott a szegedi (1972–1998), majd megszakításokkal a budapesti tudományegyetemen (1998–2002). Tagja volt az MTA bioorganikus munkabizottságának.

## Munkássága
Első tudományos dolgozatát 16 évesen madártani tárgykörben írta. Az ELTE szerves kémiai tanszékén részt vett a pentacén racionális szintézisének kidolgozásában. A Reanal Finomvegyszergyárban munkájának eredményeképpen jött létre a Kémia IV. üzem. Szegeden egy nukleotid-anhidrid szerkezetigazoló szintézisének megvalósítása után új nukleotid- és dinukleotid-amid származékokat szintetizált, tanulmányozta konformációjukat és hidrolízisüket. Az aminosav-analízisre kifejlesztett Fixion réteget sikerrel alkalmazta nukleinsav-komponensek elválasztására. Az Egyesült Államokban bórtartalmú nukleotidokkal foglalkozott.
Eredményeiről több mint 70, nemzetközi folyóiratokban publikált dolgozatban, az Egyesült Államokban tett előadókörúton, valamint hazai és nemzetközi kongresszusokon számolt be. Emlékezéseket írt tanítómestereiről, beszámolókat amerikai élményeiről.

## Díjai, elismerései
- Nehézipar Kiváló Dolgozója, 1970.
- Kajtár Márton Alapítvány emlékérme, 2005.

## Főbb publikációi
- Contributions to the Ecology of the Indian Ring-Dove (1955)
- Einfache Synthese des Pentacens (társszerző, 1960)
- Chemical Synthesis of ppGpp (társszerző, 1974)
- Nucleoside 5’-Phosphordiamidates (társszerző, 1975)
- A New Type of Nucleoside 5’-Triphosphate Analogue: P1-(Nucleoside 5’-)P1-Amino-Triphosphates (társszerző, 1976)
- Scope, Limitations and Mechanism of Nucleotide Separations By Thin Layer Chromatography with Strong Cation-Exchange Resin Containing Layers (1980)
- Instability of the Phosphodiester-Amide Interribonucleotide Bond in Neutral Aqueous Solution (társszerző, 1984)
- Hdrolysis of Adenosine Cyclic 3’,5’-(RP)- and (SP)-Phosphoramidates. Stereoelectronic Effects in the Acid Hydrolysis (társszerző, 1988)
- 5’-P-Borane-Substituted Thymidine Monophosphate and Triphosphate (társszerző, 1992)

## Irodalmi tevékenysége
- Egy több mint harmincéves szakmai-emberi barátság néhány epizódja. Magyar Kémikusok Lapja (2001)
- Egy tanítvány emlékezése Bruckner Győző professzor úrra. Magyar Kémikusok Lapja (2004)
- Emlékeim Müller Sándor professzorról. Természet Világa (2004)
- Ez is Amerika I-III. Természet Világa (2008)